# مصطفى مرار
مصطفى مرار (28 فبراير 1929- 14 ديسمبر 2021) قاص وأديب أطفال فلسطيني من عرب الداخل. نشر المئات من القصص والمقالات الاجتماعية وقصص الأطفال، صدرت له 18 مجموعة قصصية وست مجموعات حكايات وبلغ مجموع الكتب التي ألفها 86 كتاباً كما أنه عرّب 22 كتاباً، ترجمت قصصه إلى العربية والإنجليزية والفرنسية والإسبانية والألمانية.

## حياته وسيرته
ولد ونشأ في أسرة من الفلاحين في قرية جلجولية الفلسطينية قرب مدينة قلقيلية وتعلم في كتاب القرية أنهى دراسته الابتدائية في مدرسة قرية كفر جمال بسبب عدم وجود مدرسة في قريته أنداك لينتقل بعدها للدراسة والتخرج بتفوق من المدرسة الأميرية في مدينة قلقيلية، إلا أن ظروف العائلة المادية لم تساعده على متابعة التعليم فعاد إلى جلجولية للعمل إلى جانب عائلته في الزراعة، في العام 1948 عام النكبة أصيب في انفجار وفقد ساقه، ونقل للعلاج في مستشفى نابلس إلا أنه اضطر للعودة عام 1949 على إثر اتفاقية رودوس التي بموجبها ضمت قريته ضمن منطقة المثلث إلى الحدود الإسرائيلية.
في العام 1952 وبعد قيام دولة إسرائيل، أنهى دراسته في دار المعلمين في يافا ومن ثم التحق بسلك التعليم بين العام 1958 حتى 1961 أعد وقدم برنامجًا إذاعيًا للأطفال، عُين محررا رئيسيا لدار النشر العربي عام 1973، ولاحقاً وفي عام 1975 أنهى دراسته الأكاديمية في جامعة بار إيلان في موضوعي اللغة العربية والعلوم السياسية واستمر في التدريس والكتابة إلى حيت تقاعده المبكر عام 1982. شغل مصطفى مرار منصب عضو في لجنة الثقافة العربية في وزارة المعارف وفي رابطة الكتاب العرب في إسرائيل واتحاد كتاب إسرائيل والمنظمة الدولية للأدباء وعضو جمعية المؤاخاة بين الأديان في إسرائيل.

## أدب الأطفال
أدى انخراطه في العمل التربوي وقربه اليومي من عالم الأطفال إلى توسيع اهتمامه بتجربة أدب الأطفال ومحاولة الإنتاج والكتابة لهذه الفئة، فكتب للصبيان والأطفال في المجلات المختلفة، وشارك في تحرير العديد من مجلات الأطفال مثل «اليوم لأولادنا» و«لأولادنا» و «السندباد» و «مجلتي» ومن ثم بدأ يكتب في الصفحات المخصصة للأطفال في جريدة الاتحاد والصنارة وبعد إعادة إصدار مجلة الإصلاح انخرط في هيئة تحريرها وبدأ يمدها بقصص الأطفال بشكل دائم.

## مؤلفاته
من أبرز مؤلفاته:
- الخيمة المثقوبة، 1970
- طريق الآلام، 1970
- قلادة الافعى، 1972
- ابني في الجامعة، 1972
- جنازة الشيطان، 1972
- حمارنا وبريطانيا،  1972
- دمع ورماد،  1972
- الشارع الطويل، 1972
- التين والشيطان،  1974
- أيام بلدنا،  1983
- كتاب الثورة، 1987
- المشروع،  1987
- القنبلة الشرقية، 1988
- موسوعة إبداعية 22 كتابًا من كتبه القصصية  كفر قاسم 1998

## وصلات خارجية
- شهادة الكاتب مصطفى مرار حول (أدب الأطفال)، شاكر فريد حسن.